# La Blonde de la station 6
Pour plus de détails, voir Fiche technique et Distribution.
La Blonde de la station 6 (titres originaux : Station Six-Sahara et Endstation 13 Sahara) est un film germano-britannique réalisé par Seth Holt, sorti en 1962. C'est un remake du film dramatique français S.O.S. Sahara tourné en 1938 par Jacques de Baroncelli, d'après une pièce de Jean Martet.

## Synopsis
Une séduisante blonde (Carroll Baker) fait irruption dans une station de forage au milieu du désert et sème le trouble parmi les hommes qui y travaillent dans le plus complet isolement.

## Fiche technique
- Directeur de la photographie : Gerald Gibbs
- Affiche : Raymond Elseviers (titre : Station Six-Sahara, Belgique)

## Distribution
- Carroll Baker : Catherine
- Peter van Eyck : Kramer
- Ian Bannen : Fletcher
- Denholm Elliott : Macey
- Hansjörg Felmy : Martin
- Mario Adorf : Santos
- Biff McGuire : Jimmy
- Harry Baird : Sailor